# Kjell Rosenquist af Åkershult
Kjell Axel Ludvig Rosenquist af Åkershult, född den 19 november 1851  i Södra Vånga församling, Älvsborgs län, död den 2 september 1928 i Alingsås, var en svensk ingenjör och järnvägsman. Han var son till Axel Rosenquist af Åkershult.
Rosenquist af Åkershult avlade avgångsexamen från Kungliga Tekniska högskolan 1873. Han var anställd vid enskilde järnvägsbyggen och vid Hjälmarens och Kvismarens sjösänkning 1873–1886. Rosenquist af Åkershult var trafikchef vid Uddevalla-Vänersborg-Herrljunga Järnväg 1887–1898 och vid Mora-Vänerns Järnväg 1898–1917. Han blev riddare av Vasaorden 1893 och av Nordstjärneorden 1916.